# Aphanesthes trapezifera
Aphanesthes trapezifera är en skalbaggsart som beskrevs av Thomson 1878. Aphanesthes trapezifera ingår i släktet Aphanesthes och familjen Cetoniidae. Inga underarter finns listade i Catalogue of Life.